# Ossun
Ossun – miejscowość i gmina we Francji, w regionie Oksytania, w departamencie Pireneje Wysokie.
Według danych na rok 1990 gminę zamieszkiwały 2083 osoby, a gęstość zaludnienia wynosiła 75 osób/km² (wśród 3020 gmin regionu Midi-Pyrénées Ossun plasuje się na 171. miejscu pod względem liczby ludności, natomiast pod względem powierzchni na miejscu 345.).